# 葉卡捷琳堡客運站
葉卡捷琳堡客運站（羅馬化：Yekaterinburg–Passazhirsky）是西伯利亞鐵路主線上的一個重要的交通樞紐，位於葉卡捷琳堡的中央客運鐵路車站。車站複合設有4座大樓。
2010年本車站名稱由蘇聯時代的城市名「斯維爾德洛夫斯克」更改為原市名葉卡捷琳堡。（惟城市名字本身早在1991年就已經更改）

## 路線
葉卡捷琳堡客運站是位於西伯利亞鐵路主線的交匯車站。現時建築在1915年興建。1997至2001年間車站重建。
附近有叶卡捷琳堡地铁1号线的乌拉尔站。

## 列车
- 1（2）次列车（俄罗斯号）：海参崴 - 莫斯科
- 5（6）次列车：乌兰巴托 - 莫斯科
- 11（12）次列车（亚马尔号）：新乌连戈伊（俄语：Новый Уренгой (станция)） - 莫斯科
- 13（14）次列车（新库兹涅茨克号）：新库兹涅茨克（俄语：Новокузнецк (станция)） - 圣彼得堡
- 15（16）次列车（乌拉尔号）：车里雅宾斯克 - 莫斯科
- 37（38）次列车（托米奇号）：托木斯克（俄语：Томск-II） - 莫斯科
- 55（56）次列车（叶尼塞号）：克拉斯诺亚尔斯克 - 莫斯科
- 59（60）次列车（秋明号）：下瓦尔托夫斯克（俄语：Нижневартовск I） - 莫斯科
- 63（64）次列车：新西伯利亚 - 明斯克
- 67（68）次列车：阿巴坎（俄语：Абакан (станция)） - 莫斯科
- 69（70）次列车：赤塔 - 莫斯科
- 71（72）次列车（德米多夫快车）：叶卡捷琳堡 - 圣彼得堡
- 73（74）次列车：秋明（俄语：Тюмень (станция)） - 圣彼得堡
- 75（76）次列车：鄂木斯克 - 辛菲罗波尔
- 81（82）次列车：乌兰乌德 - 莫斯科
- 87（88）次列车：下瓦尔托夫斯克（俄语：Нижневартовск I） - 萨马拉
- 89（90）次列车：彼得罗巴普尔（俄语：Петропавловск (станция)） - 莫斯科
- 91（92）次列车：北贝加尔斯克（俄语：Северобайкальск (станция)） - 莫斯科
- 95（96）次列车：巴尔瑙尔 - 莫斯科
- 99（100）次列车：海参崴 - 莫斯科
- 101（102）次列车：下瓦尔托夫斯克（俄语：Нижневартовск I） - 奔萨（俄语：Пенза I）
- 103（104）次列车：新西伯利亚 - 布列斯特
- 107（108）次列车：下瓦尔托夫斯克（俄语：Нижневартовск I） - 伏尔加格勒
- 109（110）次列车：新乌连戈伊（俄语：Новый Уренгой (станция)） - 莫斯科
- 115（116）次列车：托木斯克（俄语：Томск-II） - 阿德勒（俄语：Адлер (станция)）
- 117（118）次列车：新库兹涅茨克（俄语：Новокузнецк (станция)） - 莫斯科
- 121（122）次列车：奥伦堡（俄语：Оренбург (станция)） - 叶卡捷琳堡
- 127（128）次列车：叶卡捷琳堡 - 伊热夫斯克（俄语：Ижевск (станция)）
- 135（136）次列车：巴尔瑙尔 - 莫斯科
- 139（140）次列车：巴尔瑙尔 - 阿德勒（俄语：Адлер (станция)）
- 141（142）次列车：辛菲罗波尔 - 彼尔姆
- 145（146）次列车：车里雅宾斯克 - 圣彼得堡
- 147（148）次列车：下瓦尔托夫斯克（俄语：Нижневартовск I） - 阿斯特拉罕（俄语：Астрахань I）
- 191（192）次列车：车里雅宾斯克 - 圣彼得堡（季节性）
- 233（234）次列车：叶卡捷琳堡 - 奥林匹克公园（俄语：Олимпийский парк (вокзал)）（季节性）
- 289（290）次列车：阿纳帕（俄语：Анапа (станция)） - 叶卡捷琳堡（季节性）
- 303（304）次列车：阿拉木图 - 喀山
- 309（310）次列车：新乌连戈伊（俄语：Новый Уренгой (станция)） - 叶卡捷琳堡
- 315（316）次列车：塔什干 - 叶卡捷琳堡
- 335（336）次列车：叶卡捷琳堡 - 新罗西斯克（俄语：Новороссийск (станция)）
- 337（338）次列车：叶卡捷琳堡 - 普利欧伯（俄语：Приобье (станция)）
- 341（342）次列车：下瓦尔托夫斯克（俄语：Нижневартовск I） - 奥伦堡（俄语：Оренбург (станция)）
- 345（346）次列车：下瓦尔托夫斯克（俄语：Нижневартовск I） - 阿德勒（俄语：Адлер (станция)）
- 351（352）次列车：乌法 - 普利欧伯（俄语：Приобье (станция)）
- 373（374）次列车：秋明（俄语：Тюмень (станция)） - 马哈奇卡拉（俄语：Махачкала (станция)）
- 377（378）次列车：新乌连戈伊（俄语：Новый Уренгой (станция)） - 喀山
- 379（380）次列车：新乌连戈伊（俄语：Новый Уренгой (станция)） - 奥伦堡（俄语：Оренбург (станция)）
- 445（446）次列车：叶卡捷琳堡 - 基斯洛沃茨克（俄语：Кисловодск (станция)）
- 521（522）次列车：普利欧伯（俄语：Приобье (станция)） - 新罗西斯克（俄语：Новороссийск (станция)）（季节性）
- 595（596）次列车：新乌连戈伊（俄语：Новый Уренгой (станция)） - 秋明（俄语：Тюмень (станция)） - 叶卡捷琳堡 - 阿纳帕（俄语：Анапа (станция)）（季节性）
- 603（604）次列车：叶卡捷琳堡 - 索利卡姆斯克
- 609（610）次列车：乌斯季耶阿哈 - 叶卡捷琳堡
- 689（690）次列车：车里雅宾斯克 - 叶卡捷琳堡
- 851（852）次列车：库尔干（俄语：Курган (станция)） - 叶卡捷琳堡

因疫情暂停运行：
- 3（4）次列车：北京 - 莫斯科（经乌兰巴托）
- 19（20）次列车（东方号）：北京 - 莫斯科（经满洲里）